# Liste des multiples médaillés aux Jeux olympiques d'hiver
Cette page liste les différents athlètes qui ont remporté plusieurs médailles olympiques aux Jeux olympiques d'hiver.

## Liste des multiples médaillés aux Jeux olympiques d'hiver
Seuls les athlètes qui ont remporté au moins huit médailles aux Jeux olympiques d'hiver sont présents dans cette liste.
- En activité lors des Jeux Olympiques de Pékin 2022

| Rang | Athlète                  | Nation                                       | Sport               | Sexe |   |   |   |    |
| ---- | ------------------------ | -------------------------------------------- | ------------------- | ---- | - | - | - | -- |
| 1    | Marit Bjørgen            | Norvège                                      | Ski de fond         | F    | 8 | 4 | 3 | 15 |
| 2    | Ole Einar Bjørndalen     | Norvège                                      | Biathlon            | M    | 8 | 4 | 2 | 14 |
| 3    | Ireen Wüst               | Pays-Bas                                     | Patinage de vitesse | F    | 6 | 5 | 2 | 13 |
| 4    | Bjørn Dæhlie             | Norvège                                      | Ski de fond         | M    | 8 | 4 | 0 | 12 |
| 5    | Arianna Fontana          | Italie                                       | Short track         | F    | 2 | 4 | 5 | 11 |
| 6    | Raisa Smetanina          | Union soviétique Équipe unifiée de l’ex-URSS | Ski de fond         | F    | 4 | 5 | 1 | 10 |
| 7    | Stefania Belmondo        | Italie                                       | Ski de fond         | F    | 2 | 3 | 5 | 10 |
| 8    | Lioubov Iegorova         | Équipe unifiée de l’ex-URSS Russie           | Ski de fond         | F    | 6 | 3 | 0 | 9  |
| 9    | Claudia Pechstein        | Allemagne                                    | Patinage de vitesse | F    | 5 | 2 | 2 | 9  |
| 10   | Sixten Jernberg          | Suède                                        | Ski de fond         | M    | 4 | 3 | 2 | 9  |
| 11   | Sven Kramer              | Pays-Bas                                     | Patinage de vitesse | M    | 4 | 2 | 3 | 9  |
| 12   | Charlotte Kalla          | Suède                                        | Ski de fond         | F    | 3 | 6 | 0 | 9  |
| 13   | Uschi Disl               | Allemagne                                    | Biathlon            | F    | 2 | 4 | 3 | 9  |
| 14   | Viktor Ahn               | Corée du Sud Russie                          | Short track         | M    | 6 | 0 | 2 | 8  |
| 15   | Johannes Thingnes Bø     | Norvège                                      | Biathlon            | M    | 5 | 2 | 1 | 8  |
| 16   | Ricco Groß               | Allemagne                                    | Biathlon            | M    | 4 | 3 | 1 | 8  |
| 16   | Emil Hegle Svendsen      | Norvège                                      | Biathlon            | M    | 4 | 3 | 1 | 8  |
| 18   | Galina Kulakova          | Union soviétique                             | Ski de fond         | F    | 4 | 2 | 2 | 8  |
| 18   | Kjetil André Aamodt      | Norvège                                      | Ski alpin           | M    | 4 | 2 | 2 | 8  |
| 18   | Sven Fischer             | Allemagne                                    | Biathlon            | M    | 4 | 2 | 2 | 8  |
| 21   | Karin Enke               | Allemagne de l'Est                           | Patinage de vitesse | F    | 3 | 4 | 1 | 8  |
| 21   | Gunda Niemann-Stirnemann | Allemagne                                    | Patinage de vitesse | F    | 3 | 4 | 1 | 8  |
| 24   | Apolo Anton Ohno         | États-Unis                                   | Short track         | M    | 2 | 2 | 4 | 8  |
| 24   | Tiril Eckhoff            | Norvège                                      | Biathlon            | F    | 2 | 2 | 4 | 8  |

## Athlètes les plus médaillés dans la même épreuve individuelle
| Rang | Athlète             | Nation    | Sport               | Épreuve       | Éditions  |   |   |   |   |
| ---- | ------------------- | --------- | ------------------- | ------------- | --------- | - | - | - | - |
| 1    | Armin Zöggeler      | Italie    | Luge                | Individuel    | 1994-2014 | 2 | 1 | 3 | 6 |
| 2    | Georg Hackl         | Allemagne | Luge                | Individuel    | 1988-2002 | 3 | 2 | 0 | 5 |
| 3    | Claudia Pechstein   | Allemagne | Patinage de vitesse | 5 000 mètres  | 1992-2006 | 3 | 1 | 1 | 5 |
| 3    | Ireen Wüst          | Pays-Bas  | Patinage de vitesse | 1 500 mètres  | 2006–2022 | 3 | 1 | 1 | 5 |
| 5    | Gillis Grafström    | Suède     | Patinage artistique | Individuel    | 1920-1932 | 3 | 1 | 0 | 4 |
| 6    | Sven Kramer         | Pays-Bas  | Patinage de vitesse | 5 000 mètres  | 2006-2018 | 3 | 1 | 0 | 4 |
| 7    | Kjetil André Aamodt | Norvège   | Ski alpin           | Super G       | 1992-2006 | 3 | 0 | 1 | 4 |
| 8    | Ariana Fontana      | Italie    | Short track         | 500 mètres    | 2006-2022 | 2 | 1 | 1 | 4 |
| 9    | Bob de Jong         | Pays-Bas  | Patinage de vitesse | 10 000 mètres | 1998-2014 | 1 | 1 | 2 | 4 |

## Source
- (en) Cet article est partiellement ou en totalité issu de l’article de Wikipédia en anglais intitulé « List of multiple Winter Olympic medalists » (voir la liste des auteurs).